# Martín Rabuñal
Martín Rabuñal, vollständiger Name Martín Ernesto Rabuñal Rey (* 22. April 1994 in Montevideo), ist ein uruguayischer Fußballspieler.

## Karriere
Der 1,83 Meter große Mittelfeldakteur Rabuñal steht mindestens seit der Saison 2013/14 in Reihen des uruguayischen Erstligisten Defensor Sporting. Bei den Montevideanern absolvierte er in jener Spielzeit allerdings kein Spiel in der Primera División. In der Saison 2014/15 wurde er siebenmal (ein Tor) in der höchsten uruguayischen Spielklasse eingesetzt. Während der Spielzeit 2015/16 folgten 22 weitere Erstligaeinsätze (ein Tor) und fünf absolvierte Begegnungen (ein Tor) in der Copa Sudamericana 2015. In der Saison 2016 kam er in elf Erstligaspielen (kein Tor) zum Einsatz.